# بروس لافي
بروس لافي (بالإنجليزية: Bruce Levy)‏ هو عالم نبات نيوزيلندي، ولد في 19 فبراير 1892، وتوفي في 16 أكتوبر 1985.